# Al-Kiszkijja
Al-Kiszkijja (arab. الكشكية) – miejscowość w Syrii, w muhafazie Dajr az-Zaur. W 2004 roku liczyła 14 979 mieszkańców.